# 哈代克區

36°49′32″N 6°53′18″E / 36.82556°N 6.88833°E
哈代克區（阿拉伯语：‎），是阿爾及利亞的行政區，位於該國東北部，由斯基克達省負責管轄，首府設於哈代克，面積272平方公里，1998年人口为23,605人，人口密度每平方公里87人。